# Morihiro Hosokawa
Morihiro Hosokawa (14 de Janeiro de 1938) é um político do Japão. Ocupou o lugar de primeiro-ministro do Japão de 9 de agosto de 1993 a 25 de abril de 1994. Foi o primeiro político a assumir uma guerra de agressão do Japão.